# 為你寫詩
《為你寫詩》是台灣歌手吳克群的錄音室專輯，個人第4張全創作專輯，於2008年3月14日發行。

## 曲目
| 曲序     | 曲目       | 编曲     | 备注                                               | 时长  |
| -------- | ---------- | -------- | -------------------------------------------------- | ----- |
| 1.       | 為你寫詩   | 鴉片丹   |                                                    | 4:46  |
| 2.       | 牽牽牽手   | 鴉片丹   |                                                    | 3:47  |
| 3.       | 情人節     | 奧斯卡   |                                                    | 4:00  |
| 4.       | 什麼東西   | 奧斯卡   |                                                    | 3:22  |
| 5.       | 越愛越難過 | 鴉片丹   |                                                    | 4:33  |
| 6.       | 音樂讓我說 | 奧斯卡   | 填詞：吳克群、蔡知譜、鄭振華、劉思雨、李娜、楊勤卿 | 4:00  |
| 7.       | 我不管     | 鴉片丹   |                                                    | 4:06  |
| 8.       | 動         | 奧斯卡   |                                                    | 3:12  |
| 9.       | 我的自傳   | 奧斯卡   |                                                    | 6:08  |
| 10.      | 眼睛不閉著 | 鴉片丹   |                                                    | 4:36  |
| 总时长： | 总时长：   | 总时长： | 总时长：                                           | 42:30 |

## 唱片版本

### 為你寫詩(CD+DVD)
發行日期：2008年3月14日

內容物：CD+DVD。

### 為你寫詩(改版CD+DVD)
發行日期：2008年4月11日

內容物：CD+DVD，加贈 56cm*56cm 海報。

## 相關獲獎

### 2008年
- 中國歌曲排行榜年度〈牽牽牽手〉 - 十大金曲
- G-MUSIC《為你寫詩》專輯 - 冠軍
- 五大金榜《為你寫詩》專輯 - 冠軍
- 臺灣Hit FM Hito中文歌曲排行榜〈為你寫詩〉單曲 - 冠軍
- 臺灣CHANNEL [V]音樂飆榜〈為你寫詩〉 - 冠軍
- 臺灣飛碟聯播網勁碟幽浮排行榜〈為你寫詩〉 - 冠軍
- 9+2 音樂先鋒榜〈為你寫詩〉 - 冠軍
- 臺灣Kiss Radiio發燒流行榜〈為你寫詩〉 - 冠軍
- 臺灣Radio Wave華語金曲榜〈為你寫詩〉 - 冠軍
- 臺灣錢櫃點播〈為你寫詩〉 - 冠軍
- 臺灣好樂迪點播〈為你寫詩〉 - 冠軍
- 臺灣遠傳電信鈴聲下載〈為你寫詩〉 - 冠軍
- 臺灣中華電信鈴聲下載〈為你寫詩〉 - 冠軍
- 臺灣威寶電信鈴聲下載〈為你寫詩〉 - 冠軍
- 臺灣phs鈴聲下載〈為你寫詩〉 - 冠軍
- 臺灣台灣大哥大鈴聲下載〈為你寫詩〉 - 冠軍
- 臺灣KKBOX〈為你寫詩〉 - 冠軍
- 臺灣EZ PEER〈為你寫詩〉 - 冠軍
- MTV封神榜〈為你寫詩〉 - 冠軍
- 中國最大搜尋引擎百度網新歌榜〈為你寫詩〉 - 冠軍

### 2009年
- 北京音樂台 中國歌曲排行榜年度〈牽牽牽手〉 - 最佳金曲
- 馬來西亞2008 RED BOX 年度最高點播率K歌〈為你寫詩〉 - 20強
- 中國MUSIC RADIO TOP排行榜〈為你寫詩〉 - 最佳金曲
- 中國MUSIC RADIO TOP排行榜〈為你寫詩〉- 最佳作詞
- 中國MUSIC RADIO TOP排行榜〈為你寫詩〉- 最佳作曲
- 中國MUSIC RADIO TOP排行榜〈為你寫詩〉- 最佳編曲
- 第二屆城市之音年度空中熱播單曲〈為你寫詩〉 - 銅牌